# キエンアン区
キエンアン区（キエンアンく、ベトナム語：Quận Kiến An / 郡建安）は、ベトナム社会主義共和国のハイフォン市に存在する区 (郡)。面積は29.6 km²、人口は147,256人（2018年）である。

## 行政
キエンアン区は10の坊を管轄している。
- バクソン（Bắc Sơn / 北山）
- ドンホア（Đồng Hòa / 同和）
- ラムハ（Lãm Hà / 攬河）
- ナムソン（Nam Sơn / 南山）
- ゴクソン（Ngọc Sơn / 玉山）
- フーリエン（Phù Liễn / 扶輦）
- クアンチュー（Quán Trữ / 館佇）
- チャンタインゴー（Trần Thành Ngọ / 陳成午）
- チャンミン（Tràng Minh / 長明）
- ヴァンダウ（Văn Đẩu / 文斗）